# Саргаси космосу
«Саргаси космосу» (англ. Sargasso of Space) — науково-фантастичний роман американської письменниці Андре Нортон (справжнє ім'я Аліса Мері Нортон), написаний під псевдонімом Анре Норт. Роман вийшов 1955 року у видавництві Gnome Press тиражем 4000 екземплярів.
Роман є першою книгою циклу «Королева сонця», крім цієї книги до циклу входять романи:
- «Чумовий корабель» (англ. Plague Ship), 1956;
- «Планета вуду» (англ. Voodoo Planet), 1959;
- «Проштемпельовано — зірки» (англ. Postmarked the Stars), 1969;
- «Червона лінія зірок» (англ. Redline the Stars), 1993;
- «Покинутий корабель» (англ. Derelict for Trade), 1997;
- «Розум на торги» (англ. A Mind for Trade), 1997.

## Сюжет
Дейн Торсон, тільки-но закінчивши школу космічної торгівлі, отримує призначення на міжзоряний корабель «Королева сонця». Перший рейс Дейна закінчився на планеті Наксос, на цій планеті капітан «Королеви Сонця» дізнається, що буде проведено аукціон на право торгівлі з планетами, які були відкриті лише недавно, і вирішує прийняти в ньому участь. Права на кращі планети дісталися великим компаніям, але капітанові Джеліко вдалося виграти аукціон на право торгівлі з однією із планет, про яку у нього не було ніяких відомостей. Вклавши в покупку «кота в мішку» всі наявні гроші, екіпаж з жахом дізнається, що планета Лімбо не населена і до того ж практично повністю спалена в давнину під час воєн Предтеч. Предтечі управляли галактичною імперією у сивій давнині, а потім загинули в міжзоряній війні.
Ситуація кепська, але несподівано команда археологів фрахтує «Королеву Сонця», щоб відвезти їх на Лімбо. На Лімбо археологи створили табір в руїнах міста Предтеч. Дейн і ще четверо членів екіпажу вирушають на пошуки, щоб спробувати знайти розумне життя і, можливо, якісь артефакти Предтеч. Один з членів групи, Алі Каміл, зникає. Йдучи по його слідах Дейн виявляє сліди засідки і розуміє, що Алі викрали.
Решта членів групи, включаючи Дейна, вирушає до руїн міста і виявляє, що намет археологів порожній. Зв'язок з кораблем практично відсутній через сильні радіоперешкоди, але все ж один раз їм вдається почути голос капітана Джеліко, який наказує їм не повертатися на корабель, після чого зв'язок знову переривається. Вирішивши дізнатися, що ж сталося, вони таємно рухаються до корабля по іншому маршруту. По дорозі вони починають знаходити зруйновані космічні кораблі, деяким з яких понад тисячу років, частина розбитих кораблів розграбована. Наближаючись до місця своєї посадки, вони виявляють, що «Королеву Сонця» обложили пірати, а археологи є частиною піратської банди.
Спостерігаючи за своїм кораблем з укриття, Дейн і його супутники захоплюють одного з бандитів і проникають в підземну базу піратів. Там вони знаходять машину Предтеч, яка все ще працює. Ця машина захоплює космічні кораблі поблизу планети і з такою силою притягує їх до планети, що кораблі падають і розбиваються. Машиною керують два пірати, з переговорів яких з кораблем у космосі стає зрозуміло, що крейсер Зоряного Патруля переслідує один з кораблів піратів. Пірати хочуть відключити машину на короткий час, щоб на планету здійснив посадку їх корабель, а потім знову включити, щоб знищити корабель патруля.
Дейну і його супутникам вдається вивести машину Предтеч з ладу при наближенні патрульного корабля, а потім вони намагаються вирватися з бази. Під час бою екіпажу «Королеви Сонця» з піратами прибуває Зоряний Патруль і приходить на допомогу.
Після арешту піратів патрульні наполягає на тому, що команда «Королеви Сонця» повинна відмовитися від свого контракту на Лімбо через знайдені артефакти Предтеч, але після запеклих суперечок екіпажу як компенсацію передали контракт однієї з жертв піратів на торгівлю з планетою під назвою Саргол.